# 野々宮かおり
野々宮 かおり（ののみや かおり、1975年3月6日 - ）は、日本の女優。東京都出身。希楽星所属。

## 出演

### テレビドラマ
- 神の雫 #5母親
- オルトロスの犬 #7美砂
- 仮面ライダーキバ #29母親
- 取調室
- 彼女たちの結婚
- ペルソナの微笑
- 自遊人へ
- ドラマ30minutes東京という川で
- 川を渡った花嫁 朗読
- キッズプラネット2 マジョンナ
- いつみても波瀾万丈
- Dのゲキジョー
- 恋味母娘

### 舞台
- 劇団華ミュージカル
  - アイリス
- 河の女 - 主演
- 後楽園遊園地野外劇場
  - 電磁戦隊メガレンジャー
  - おとぎの国の王様げーむ
- 舟木一夫特別公演
  - でなもんや三度笠
- 劇団ユニットCOOL*FLOWER
  - 白雪姫子と七人のおんなたち
- 百円ライター
  - 5月公演「漂流」
  - 12月公演「ひまわり」

### ラジオ
- 愛ってなんですか?

### イベント
- モーターショー
- ボートショー
- ゲームショー等各種イベント